# Macaranga tchibangensis
Macaranga tchibangensis är en törelväxtart som beskrevs av François Pellegrin. Macaranga tchibangensis ingår i släktet Macaranga och familjen törelväxter.
Artens utbredningsområde är Gabon. Inga underarter finns listade i Catalogue of Life.